# Neumünster (stacja kolejowa)
Neumünster – stacja kolejowa w Neumünster, w kraju związkowym Szlezwik-Holsztyn, w Niemczech. Według klasyfikacji Deutsche Bahn jest dworcem 3 kategorii. Znajdują się tu 3 perony.
Od 1861 funkcjonują w Neumünster zakłady naprawcze wagonów osobowych (Ausbesserungswerke).